# Human Head Studios
Human Head Studios era una empresa de desarrollo de videojuegos estadounidense ubicada en Madison, Wisconsin.
Fue fundada en octubre de 1997 por un grupo de seis antiguos desarrolladores de Raven Software: Chris Rhinehart, Paul MacArthur, Shane Gurno, Ben Gokey, James Sumwalt y Ted Halsted. Posteriormente se les unió el productor Tim Gerritsen. 
Su primer juego fue Rune, un videojuego de acción en tercera persona de ambientación vikinga. El lanzamiento más reciente de la compañía fue el tan esperado Prey, un juego de acción en primera persona producido por 3D Realms.
En 2002, establecieron una rama interna en la empresa dedicada al desarrollo de videojuegos no electrónicos, incluidos los juegos de rol, juegos de mesa y juegos de cartas. Su primer lanzamiento en esta rama, The Redhurst Academy of Magic Student Handbook, ganó un premio Origins en 2003. Lanzaron otros juegos de mesa y juegos de cartas, pero la División de Juegos de Aventura fue finalmente cerrada en 2006.
El 20 de abril de 2007, un informe de prensa indicó que la sede de la compañía fue parcialmente destruida en un incendio. Nadie resultó herido. El 1 de octubre de 2007, la empresa se trasladó de nuevo a sus oficinas recientemente renovadas. 
Rune es el único videojuego sobre el que tienen los Derechos de Propiedad, aunque también son conocidos por trabajar en la serie Prey y por haber ayudado en el desarrollo de Bioshock Infinite y Defiance.
En 2014, Human Head Studios anunció que se estaba haciendo cargo del desarrollo del videojuego Minimum, anteriormente desarrollado por TimeGate Studios hasta que la empresa cayó en bancarrota en 2013.

## Juegos

### Videojuegos
- Rune (2000) (Mac, Linux, Windows)
- Rune: Halls of Valhalla (2001) (Mac, Linux, Windows)
- Rune: Viking Warlord (2001) (PlayStation 2)
- Blair Witch, Volume II: The Legend of Coffin Rock (2000) (Windows)
- Dead Man's Hand (2004) (Windows, Xbox)
- Prey (2006) (Mac, Linux, Windows, Xbox 360)
- Fort Courage (2012) (Android)
- Batman: Arkham Origins (Wii U)
- Minimum (Windows)

### Videojuegos cancelados
- Prey 2 (Windows, Xbox 360, PlayStation 3)

### Otros juegos
- Redhurst Academy of Magic (2002)
- Gothica: Dracula's Revenge (2003)
- Gothica: The Halloween Scenarios (2004) (liberación solo en línea)
- Gothica: Frankenstein's Children (2005)
- Villainy – The Supervillainous Card Game (2006)
- Normal, Texas Roleplaying Game (2006)